# Revaz Zidiridis
Revaz Zidiridis (řecky Ρεβάζ Ζιντιρίδης) vlastním jménem Ruslan Gedenidze (gruzínsky რუსლან გედენიძე) (1. října 1985 v Kutaisi, Sovětský svaz) je bývalý gruzínský zápasník – judista, který od roku 2003 reprezentoval Řecko.

## Sportovní kariéra
S judem začal v rodném Kutaisi. V roce 2002 po zisku druhého místa na mistrovství Evropy juniorů využil nabídky startovat za nově se utvářející judistický tým Řecka. V rámci urychlení získání občanství podstoupil adopci. Pod novou identitou startoval v roce 2004 v domácím prostřední na olympijských hrách v Athénách a vybojoval 7. místo. V dalších letech měl problémy se životosprávou a v roce 2009 byl z řecké reprezentace vyřazen.

## Výsledky
| Olympijské hry     |    |     | 7. |    |     |  |  |  |  |  |  |  |  |  |  |  |
| Mistrovství světa  |    | úč. |    | 5. |     |  |  |  |  |  |  |  |  |  |  |  |
| Mistrovství Evropy | —  | —   | 2. | —  | úč. |  |  |  |  |  |  |  |  |  |  |  |
| ME do 23 let       |    | —   | —  | 3. | 3.  |  |  |  |  |  |  |  |  |  |  |  |
| MS juniorů         | —  |     | 7. |    |     |  |  |  |  |  |  |  |  |  |  |  |
| ME juniorů         | 2. | úč. | —  |    |     |  |  |  |  |  |  |  |  |  |  |  |